# Condado de Montgomery (Kansas)
El condado de Montgomery (en inglés: Montgomery County), fundado en 1867, es uno de 105 condados del estado estadounidense de Kansas. En el año 2006, el condado tenía una población de 34,692 habitantes y una densidad poblacional de 20.8 personas por km². La sede del condado es Independence. El condado recibe su nombre en honor a Richard Montgomery.

## Geografía
Según la Oficina del Censo, el condado tiene un área total de 1687 km² (651,4 mi²), de la cual 1671 km² (645,2 mi²) es tierra y 16 km² (6,177606177606 mi²) (0.95%) es agua.

### Condados adyacentes
- Condado de Wilson (norte)
- Condado de Neosho (noreste)
- Condado de Labette (este)
- Condado de Nowata, Oklahoma (sureste)
- Condado de Washington, Oklahoma (sur)
- Condado de Chautauqua (oeste)
- Condado de Elk (noroeste)

## Demografía
Según la Oficina del Censo en 2000, los ingresos medios por hogar en el condado eran de $30,997, y los ingresos medios por familia eran $38,516. Los hombres tenían unos ingresos medios de $29,745 frente a los $20,179 para las mujeres. La renta per cápita para el condado era de $16,421. Alrededor del 12.60% de la población estaban por debajo del umbral de pobreza.

## Localidades
Población estimada en 2004;
- Coffeyville, 10,387
- Independence, 9,317 (sede)
- Cherryvale, 2,271
- Caney, 1,994
- Dearing, 453
- Elk City, 300
- Tyro, 223
- Liberty, 94
- Havana, 85

### Áreas no incorporadas
- Avian
- Blake
- Bolton
- Corbin
- Jefferson
- Le Hunt
- Sycamore
- Videtta Spur
- Wayside

### Municipios
El condado de Montgomery está dividido entre 12 municipios. El condado tiene a Caney, Cherryvale, Coffeyville e Independence como ciudades independientes a nivel de gobierno, y todos los datos de población para el censo e las ciudades son incluidas en el municipio.

## Educación

### Distritos escolares
- Caney Valley USD 436 (Sitio web)
- Cherryvale USD 447 (Sitio web)
- Coffeyville USD 445 (Sitio web)
- Independence USD 446 (Sitio web)

### Universidades
- Coffeyville Community College (Sitio web)
- Independence Community College (Sitio web)